# Альбаредо-пер-Сан-Марко
Альбаре́до-пер-Сан-Ма́рко (итал. Albaredo per San Marco) — коммуна в Италии, располагается в регионе Ломбардия, подчиняется административному центру Сондрио. Население — 265 чел. (30.06.2008 г.). Он расположен в 530 км от Рима и в 24 км от Сондрио. 16 августа происходит ежегодный фестиваль. Покровитель Альбаредо-пер-Сан-Марко — San Rocco.